# Jörg Landvoigt
Jörg Landvoigt (Brandenburg an der Havel, 23 maart 1951) is een Oost-Duits voormalig roeier. Landvoigt was onderdeel van de Oost-Duitse acht die brons won tijdens de Olympische Zomerspelen 1972. Landvoigt werd samen met zijn broer Bernd Landvoigt viermaal wereldkampioen in de twee-zonder-stuurman en tweemaal olympisch kampioen tijdens de Olympische Zomerspelen 1976 en 1980.

## Resultaten
- Olympische Zomerspelen 1972 in München  in de acht
- Wereldkampioenschappen roeien 1974 in Luzern  in de twee-zonder-stuurman
- Wereldkampioenschappen roeien 1975 in Nottingham  in de twee-zonder-stuurman
- Olympische Zomerspelen 1976 in Montreal  in de twee-zonder-stuurman
- Wereldkampioenschappen roeien 1978  in de twee-zonder-stuurman
- Wereldkampioenschappen roeien 1979 in Bled  in de twee-zonder-stuurman
- Olympische Zomerspelen 1980 in Moskou  in de twee-zonder-stuurman

1904: Robert Farnan & Joseph Ryan ·
1908: Reginald Fenning & Gordon Thomson ·
1924: Teun Beijnen & Willy Rösingh ·
1928: Kurt Moeschter & Bruno Müller ·
1932: Lewis Clive & Hugh Edwards ·
1936: Willi Eichhorn & Hugo Strauß ·
1948: Jack Wilson & Ran Laurie ·
1952: Charles Logg & Thomas Price ·
1956: James Fifer & Duvall Hecht ·
1960: Valentin Borejko & Oleg Golovanov ·
1964: George Hungerford & Roger Jackson ·
1968: Jörg Lucke & Heinz-Jürgen Bothe ·
1972: Siegfried Brietzke & Wolfgang Mager ·
1976: Jörg Landvoigt & Bernd Landvoigt ·
1980: Jörg Landvoigt & Bernd Landvoigt ·
1984: Petru Iosub & Valer Toma ·
1988: Andy Holmes & Steve Redgrave ·
1992: Steve Redgrave & Matthew Pinsent ·
1996: Steve Redgrave & Matthew Pinsent ·
2000: Michel Andrieux & Jean-Christophe Rolland ·
2004: Drew Ginn & James Tomkins ·
2008: Drew Ginn & Duncan Free ·
2012: Eric Murray & Hamish Bond ·
2016: Eric Murray & Hamish Bond ·
2020: Martin Sinković & Valent Sinković ·
2024: Martin Sinković & Valent Sinković